# Gerhard Wegner (Theologe)
Gerhard Wegner (* 3. September 1953 in Hamburg) ist ein deutscher Theologe und Sozialwissenschaftler.

## Leben
Gerhard Wegner studierte evangelische Theologie in Göttingen und Nairobi. Nach dem Vikariat in Hannover-Linden war er ab 1983 Pastor in Springe am Deister, später in Celle. 1988 erwarb er in Göttingen den Dr. theol., 1991 wurde er Geschäftsführer der Hanns-Lilje-Stiftung. 1995 habilitierte er sich an der Universität Marburg und lehrte dort von 2001 bis 2020 als außerplanmäßiger Professor für Praktische Theologie. Ebenfalls 1995 trat er eine Stelle als Oberkirchenrat im Landeskirchenamt der Evangelisch-lutherischen Landeskirche Hannovers an. Daneben war er von 1997 bis 2001 Leiter des Evangelischen Büros für die EXPO 2000, anschließend Leiter des Kirchlichen Dienstes in der Arbeitswelt der Evangelisch-lutherischen Landeskirche Hannovers. Von 2004 bis 2019 war er Direktor des Sozialwissenschaftlichen Instituts der Evangelischen Kirche in Deutschland (EKD). Seit 2019 ist er im Ruhestand und übt u. a. ehrenamtlich das Amt des Vorsitzenden des Niedersächsischen Bundes für freie Erwachsenenbildung aus.
Seit Februar 2023 ist er Antisemitismus-Beauftragter des Landes Niedersachsen.
Seine Arbeitsschwerpunkte sind Sozialethik und Religionssoziologie, Kirche und soziale Milieus, Wirtschafts- und Sozialpolitik, Sozialethik. Sein besonderes Interesse liegt in einer Kombination von Soziologie und Theologie („Soziotheologie“).

## Schriften (Auswahl)
- Alltägliche Distanz. Zum Verhältnis von Arbeitern und Kirche. Hannover 1988, ISBN 3-7859-0523-8.
- Kirchliche Wahrnehmung und Wahrnehmung von Kirche. Studien zum Verhältnis von Eigen- und Fremdwahrnehmung der evangelischen Volkskirche. Hannover 1996, ISBN 3-7859-0726-5.
- Freiheit, Kreativität, Gemeinschaft. Schöpferische Ordnungen in Arbeitswelt, Technik und Religion. Berlin 2001, ISBN 3-8258-5414-0.
- „Outsourcen Sie nicht Ihre Seele!“ Spiritualität, Wirtschaft und Arbeit. Berlin 2006, ISBN 3-8258-9550-5.
- Wirksame Kirche. Sozio-theologische Studien. Leipzig 2019, ISBN 978-3-374-05630-9.
- Transzendentaler Vertrauensvorschuss. Sozialethik im Entstehen. Leipzig  ISBN 3-374-05865-5.
- Substanzielles Christentum. Soziotheologische Erkundungen. Leipzig 2022, ISBN 978-3-374-07014-5.